# Dasycorixa hybrida
Dasycorixa hybrida är en insektsart som först beskrevs av Hungerford 1926.  Dasycorixa hybrida ingår i släktet Dasycorixa och familjen buksimmare. Inga underarter finns listade i Catalogue of Life.